# Carlo Marchionni
Carlo Marchionni, italijanski kipar in arhitekt, * 10. februar 1702, Rim, † 28. julij 1786, Rim.
Sprva je deloval kot kipar, nato pa je postal arhitekt. Deloval je predvsem v Rimu in Vatikanu. Tako je vodil dela na baziliki sv. Petra.